# سیارک ۱۷۰۴۹
سیارک ۱۷۰۴۹ (به انگلیسی: 17049 Miron، نامگذاری:1999FJ34) هفده هزار و چهل و نهمین سیارک کشف شده‌است که در ۱۹ مارس ۱۹۹۹ کشف شد.
قدر مطلق سیارک برابر ۱۷.۸ است.